# Igor Yebra
Igor Yebra Iglesias (Bilbao, Vizcaya; 1 de agosto de 1974) es un bailarín de danza clásica y coreógrafo español.

## Biografía
Nacido en Bilbao, recibió su formación en la Escuela de Víctor Ullate en Madrid de la mano de Karemia Moreno, ampliada posteriormente con Ángela Santos y Pino Alosa, entre otros. Debutó como profesional en el Ballet de Víctor Ullate (1988-1996) en el Teatro Arriaga el 28 de abril de 1988. Cuando emprendió su carrera en solitario, entró a formar parte del Australian Ballet (1997-1999), primera de las muchas compañías internacionales de los cinco continentes con las que ha colaborado a lo largo de su trayectoria. 
Su carrera internacional como intérprete freelance ha pivotado principalmente sobre tres ejes: su relación con la escuela francesa a través de Charles Jude y su larga colaboración con el Ballet de la Ópera de Burdeos (2002-2016), donde ostentó la categoría de étoile (estrella) durante una década; su relación con la escuela italiana mediante Carla Fracci y su colaboración como primer bailarín invitado con el Ballet de la Ópera de Roma (2002-2012); y su reconocida admiración por la escuela rusa y su trato cercano con Yuri Grigoróvich, gracias al que protagonizó uno de los mayores hitos de su carrera al convertirse en primer bailarín no ruso en bailar en rol protagonista de Iván el Terrible en el Palacio Estatal del Kremlin, en 2004, y cuya capacidad es de 6000 espectadores. 

## Compañías internacionales
Además, ha bailado como invitado en numerosos espectáculos y giras con multitud de compañías internacionales de los cinco continentes como el Ballet Nacional de Cuba, La Scala de Milán, el Scottish Ballet, Ballet Nacional de Lituania, Ballet del Kremlin, Ballet Argentino de Julio Bocca, Teatro San Carlos de Nápoles, Ballet de la Arena de Verona, Atterballetto, el Ballet del Teatro de Ekaterimburgo, Ballet Estatal de Georgia, Ballet del Teatro Estatal de Bashkiria, Ballet del Teatro de Kazán, Ballet Nacional de Hungría, Ballet Nacional del Teatro de la Ópera de Sofía, Ballet Nacional Sodre de Uruguay, Ballet Nacional de Venezuela, Ballet de la Ópera de Leipzig, Ballet Nice Méditerranée, Ballet de la Ópera de Limoges y Ballet de la Ópera de El Cairo. 

## Repertorio
La versatilidad es una de sus características como intérprete cuyo amplio repertorio es capaz de abordar con solvencia roles clásicos, neoclásicos y contemporáneos. De los roles clásicos destaca su interpretación en las obras Giselle (en las versiones de Jean Coralli y Jules Perrot, Alicia Alonso, Derek Deane y Charles Jude), Don Quijote (en las versiones de Marius Petipa-Alexander Gorsky, Vladímir Vasíliev y Charles Jude), La Bella Durmiente (en las versiones de Marius Petipa, Galina Samsova y Charles Jude), El lago de los cisnes (en las versiones de Marius Petipa-Lev Ivanov, Galina Samsova, Charles Jude, Paul Chalmer y Vicente Nebrada), El Cascanueces (en las versiones de Lev Ivanov, Amedio Amodio y Charles Jude), Romeo y Julieta (en las versiones de John Cranko, Vladímir Vasíliev, Amedeo Amodio, Carla Fracci y Yuri Grigorovich), La Bayadère (en las versiones de Marius Petipa y Natalia Makarova), Coppélia (en las versiones de Arthur Saint-Léon, Alicia Alonso y Charles Jude), La Sylphide (August Bournonville), Carmen (Fernando Alonso),  La Cenicienta (Sergio Bounafout), Muñecos (Alberto Méndez).
Sus papeles neoclásicos más celebrados se hallan dentro del repertorio de George Balanchine del que ha interpretado las obras  Theme and Variations, Allegro Brillante, Sonatine, Concerto Barocco, The Four Temperaments, Tchaikovsky Pas de Deux, Apollo, Violin Concerto y Who Cares?. Ha bailado obras de coréografos vinculados a los Ballets Rusos como Michel Fokine  (Les Sylphides –conocida también como ‘Chopiniana’-, El pájaro de fuego o Le Spectre de la rose), Serge Lifar (Ícaro y Suite en blanc) y Léonide Massine (El sombrero de tres picos). 
De creadores más contemporáneos, ha bailado piezas de Hans van Manen (Hameklavier, Five Tangos, In and Out, Grosse Fuga), de Rudi van Dantzig (The last four songs), de Nils Christe (Before nightfall y Cuarteto), de William Forsythe (In the middle, somewhat elevated), de Jiří Kylián (Petite Mort), de Óscar Araiz (Adagietto), de Lorca Massine (Zorba, el griego), y de Jan Linkens (Hayden Symphony). 
Además, numerosos coreógrafos han creado papeles para Igor Yebra como Charles Jude (Basilio en Don Quijote y Romeo en Romeo y Julieta), Lorca Massine (Jesucristo en Laudes evangelis), Víctor Ullate (Arraigo, De Triana a Sevilla, El amor brujo), Micha Van Hoecke (Rinaldo en La foresta incantata y Saeta), Paul Chalmer (La Vestale y La Gitana), Ana María Stekelman (Felicitas),  Ronald Hynd (El príncipe en El Cascanueces), Vicente Nebrada (El príncipe Siegfried en El lago de los cisnes), Maria Grazia Garofoli (Albrecht en Giselle, Basilio en Don Quijote), Stefano Giannetti (Valentino en Il due gentiluomini di Verona), José Granero (Daphnis et Chloé y Tango), Luck Buy (Macbeth y Midnight summer dream), Sergio Simón (Carmina Burana) y Valery Koftum (Carmen’s dream). 
Durante su extensa carrera en los escenarios nacionales e internacionales, Igor Yebra ha tenido como partenaire a las mejores bailarinas de diferentes generaciones como Carla Fracci, Viviana Durante, Svetlana Zakharova, Eleonora Cassano, Delphine Moussin, Margaret Illmann, Lorna Feijóo, Svetlana Lunkina, Zhanna Ayupova, Alicia Amatriain, Oxana Kucheruk, entre otras. 

## Profesor y coreógrafo
Consciente de la importancia de una enseñanza de calidad, Igor Yebra fundó su propia escuela de danza en Bilbao en 2006, y dos años después recibió el encargo de poner en funcionamiento la Escuela Municipal de Amurrio, dejando la dirección un lustro después de su inauguración. Otra faceta a destacar de Igor Yebra es la creación de sus propias coreografías. Debutó como coreógrafo con la ópera Il signore Bruscchino y ha realizado creaciones para las óperas La Traviata, Carmen, Aída, el musical El padre Arrupe, y de suites sobre los ballets clásicos El Cascanueces Suite, Carmen Suite Ballet, además del ballet infantil Pipi Bailarina. También colaboró creando la parte coreográfica de la obra Memorias de Adriano del director escénico italiano Maurizio Scaparro y debutó como actor teatral en Esto no es la casa de Bernarda Alba, versión dirigida por Carlota Ferrer. Finalmente, remarcar que fue el creador de la coreografía El Cisne XXI, versión masculina de La muerte del cisne, que ha interpretado a nivel nacional e internacional en multitud de galas, en las que ha cosechado un gran éxito.  En enero de 2018,  toma el testigo de Julio Bocca y asumió la dirección artística del Ballet Nacional Sodre de Uruguay durante tres temporadas.   

## Director artístico del Ballet Nacional Sodre
Igor Yebra fue director artístico del Ballet Nacional Sodre de Uruguay desde enero de 2018 hasta diciembre de 2020. Durante su etapa como director del BNS, cosechó grandes éxitos de público y crítica con la reposición de las principales obras de repertorio clásico y romántico –La Bella Durmiente, Cascanueces, El Lago de los Cisnes, El Corsario, La Sylphide-, y de obras de destacados coreógrafos el siglo XX como Serge Lifar (Suite en blanc), Léonide Massine (El sombrero de tres picos),  John Cranko (Onegin), Kenneth MacMillan (Manon), Mauricio Wainrot (Carmina Burana y Un tranvía llamado deseo) o Ronald Hynd (La viuda alegre).
También impulsó nuevas producciones como El Quijote del Plata (2018), basado en la pasión de Arturo E. Xalambrí por la novela cervantina, y La tregua (2020), basada en la obra homónima de Mario Benedetti, con motivo del centenario del nacimiento del escritor uruguayo.
Las dos primeras temporadas del BNS bajo la dirección artística de Igor Yebra batieron todos los récords en cuanto a asistencia de público. Sirva de ejemplo que la temporada de su debut congregó a casi 150.000 espectadores entre las actuaciones en el Auditorio Nacional del Sodre, las giras internacionales y nacionales, y los programas educativos. De hecho, durante su gestión, el BNS desarrolló numerosos programas y actividades de sensibilización para diversos colectivos. Asimismo, también implementó un programa para acercar la danza a las zonas de menor accesibilidad del país.
Durante la crisis del Covid-19, Igor Yebra demostró sus dotes de liderazgo al poner en marcha el programa Seguimos con Vos de creación de piezas cortas y emisión online –una adaptación a las nuevas tecnologías del taller coreográfico para encontrar nuevos talentos, que había lanzado previamente con éxito-, además de los entrenamientos y clases con la compañía, usando las nuevas tecnologías.
Como coreógrafo, Igor Yebra deja en el repertorio del BNS su reconocida coreografía El Cisne XXI, basada en La muerte del cisne, y que fue interpretada en la Gran Gala de Ballet, con la que el BNS retornó al Auditorio Nacional del Sodre, tras el confinamiento.
Al término de su etapa como director artístico del Ballet Nacional Sodre, en diciembre de 2020, Igor Yebra recibió el galardón más importante de Uruguay en el ámbito de la cultura, la Medalla Delmira Agustini y fue nombrado Ciudadano Ilustre de Montevideo

## Premios y distinciones
- Festival de Eurovisión de Jóvenes Bailarines en París, 1989 (Premio Especial del jurado de Danza Contemporánea)
- Premio "Danza y Danza" al mejor bailarín del año en Italia, 1996
- Segundo Premio en el concurso de Maya Plissetskaya y Premio Especial del Público, 1996.
- Premio Léonide Massine-Positano, 2003.
- Miembro del Consejo Internacional de la Danza de la Unesco, 2009.
- Premio del Ministerio de la Cultura Italiano 'Gialino d'Oro', 2010.
- Ilustre de la ciudad de Bilbao, 2010
- Ciudadano Ilustre de Montevideo, 2020.
- Medalla Delmira Agustini, 2020.